# Chilinoidea
Chilinoidea is een superfamilie van weekdieren uit de klasse van de Gastropoda (slakken).

## Families
- Chilinidae Dall, 1870
- Latiidae Hutton, 1882